# مسجد شيتا بك
مسجد شيتا بك هو مسجد ومركز تعليمي ديني وواحد من أقدم المساجد في نيجيريا. يقع المسجد في شارع مارتينز إيريكو، جزيرة لاغوس، لاغوس، نيجيريا. تم تأسيسه عام 1892 وتم تحديده كنصب تذكاري وطني من قبل اللجنة النيجيرية للمتاحف والآثار في عام 2013. يُعد المسجد أحد أهم الموروثات التاريخية لنيجيريا،  سُمي مسجد شيتا بك على اسم مؤسسه النيجيري السيراليوني المولد محمد شيتا بك، والذي كان أرستقراطيًا ومحسنًا ورجل أعمال.

## التاريخ
بدأ بناء المسجد في عام 1891 بتمويل من محمد شيتا بك، رجل الأعمال والمحسن، ابن سيراليون المولود من والدين من أصل يوروبا. أشرف المهندس المعماري البرازيلي جواو بابتيستا دا كوستا على البناء الذي تم من خلال أعمال البلاط التي تصور العمارة الأفرو برازيلية. افتتح مسجد شيتا بك في 4 يوليو 1894 في احتفال ترأسه حاكم لاغوس، السير جيلبرت كارتر. ومن بين الحاضرين الآخرين أوبا أويكان الأول، وإدوارد ويلموت بلايدن، وعبدالله كويليام (الذي مثل السلطان عبد الحميد الثاني للدولة العثمانية)، ومسيحيين بارزين من لاغوسيان مثل جيمس بينسون لابولو ديفيز، وجون أوتونبا بكن، وريتشارد بيل بليز بالإضافة إلى الأجانب. الممثلين. أحضر كويليام خطابًا معتمدًا إلى سلطان تركيا يطلب من مسلمي لاغوس تبني التعليم الغربي. 
في حفل الإطلاق، تم تكريم محمد شيتا بلقب «بك»، وهو النيشان لعثماني المجيدي من الدرجة الثالثة (أعلى درجة للمدني) من السلطان عبد الحميد الثاني. بعد ذلك، أصبح محمد شيتا معروفًا باسم شيتا بك.